# Sputnik 1
El Sputnik 1 (en ruso: Спутник-1, pronunciación  [ˈsputnʲɪk], que significa satélite) lanzado el 4 de octubre de 1957 por la Unión Soviética, fue el primer satélite artificial de la historia.
El Sputnik 1 fue el primero de varios satélites lanzados por la Unión Soviética en su programa Sputnik, la mayoría de ellos con éxito. Le siguió el Sputnik 2, como el segundo satélite en órbita y también el primero en llevar a un animal a bordo, una perra llamada Laika. El primer fracaso lo sufrió el Sputnik 3.

## Historia

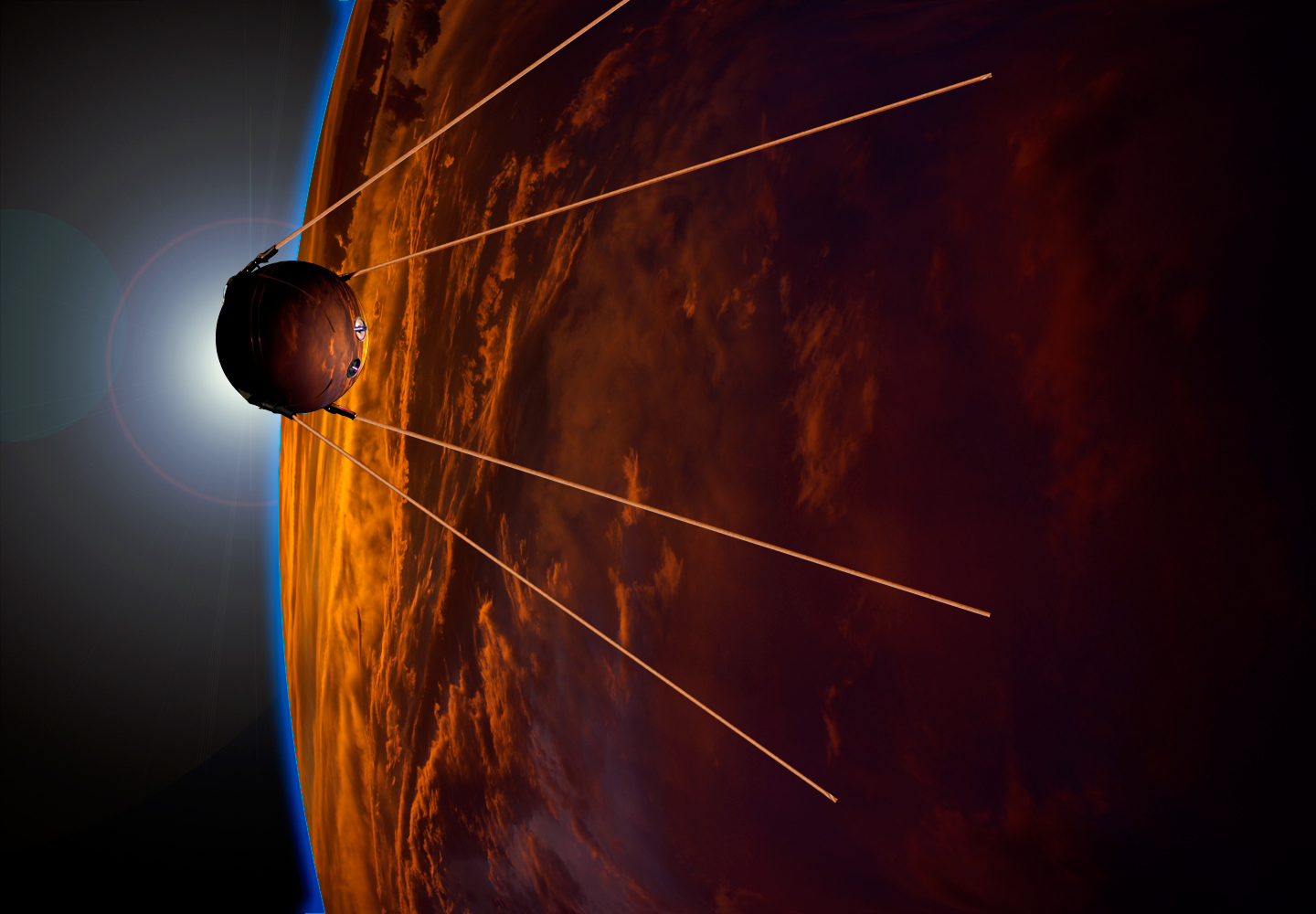
Imagen artística del Sputnik 1 en órbita sobre la tierra.

La nave Sputnik 1 fue el primer intento exitoso de poner en órbita un satélite artificial alrededor de la Tierra. Se lanzó desde el Cosmódromo de Baikonur en Tyuratam, 371 km al suroeste de la pequeña ciudad de Baikonur, en Kazajistán (antes parte de la Unión Soviética). La palabra spútnik en ruso significa "compañero de viaje" ("satélite" en astronáutica). El nombre oficial completo, se traduce, sin embargo, como "Satélite Artificial Terrestre" (ISZ por sus siglas en ruso).
El Sputnik 1 fue el primero de una serie de cuatro satélites que formaron parte del programa Sputnik de la antigua Unión Soviética y se planeó como una contribución al Año Geofísico Internacional (1957-1958), establecido por la Organización de las Naciones Unidas. Tres de estos satélites (Sputnik 1, Sputnik 2 y Sputnik 3) alcanzaron la órbita terrestre. El Sputnik 1 se lanzó con el vehículo de lanzamiento R-7 y se incineró durante su reentrada el 4 de enero de 1958.
La secuencia real de la toma de decisiones en lo que representa a la forma del Sputnik 1 fue enrevesada. Inicialmente el Académico Mstislav Kéldysh ideó un satélite de 1,5 t en forma de cono, con la capacidad de hacer muchas mediciones físicas en el espacio, pero cuando los soviéticos leyeron que el proyecto estadounidense Vanguard tenía diseñados, y planeados dos satélites, uno pequeño tan sólo para ver si podían poner algo en órbita, los rusos decidieron hacer lo mismo, realizando lo que se traduce como "el satélite más simple", que tenía un centímetro más de diámetro y era bastante más pesado que el Vanguard. Ellos tuvieron que ver si las condiciones en órbita terrestre baja podían permitir a un satélite mayor permanecer allí durante el tiempo necesario. Cuatro meses después del lanzamiento del Sputnik 1, fue puesto en órbita el satélite de prueba Vanguard, Jruschov lo ridiculizó comparándolo con un "pomelo". Una vez que los soviéticos descubrieron que también podían poner en órbita satélites de prueba, pensaron en poner en órbita el satélite y laboratorio espacial Kéldysh como Sputnik 3, haciéndolo tras un primer lanzamiento fallido.

## Antes del lanzamiento

### Proyecto de construcción del satélite
El 17 de diciembre de 1954, el científico jefe de cohetes soviético Sergei Korolev propuso un plan de desarrollo de un satélite artificial al Ministro de la Industria de Defensa, Dimitri Ustinov. Korolev le remitió un informe de Mijal Tijonravov, con una visión general de proyectos similares en el extranjero. Tikhonravov había destacado que el lanzamiento de un satélite orbital era una etapa inevitable es el desarrollo de la tecnología de cohetes.
El 29 de julio de 1955, el presidente estadounidense Dwight D. Eisenhower anunció a través de su secretario de prensa que, durante el Año Geofísico Internacional (AIG), Estados Unidos lanzaría un satélite artificial. Cuatro días después, Leonid Sedov, un destacado físico soviético, anunció que ellos también lanzarían un satélite artificial. El 8 de agosto, el Politburó del Partido Comunista de la Unión Soviética aprobó la propuesta de crear un satélite artificial. El 30 de agosto Vasily Ryabikov-el jefe de la Comisión Estatal de los lanzamientos de prueba del R-7- celebró una reunión en la que Korolev presentó los datos de cálculo para una trayectoria de vuelo espacial a la Luna. Decidieron desarrollar una versión de tres etapas del cohete R-7 para el lanzamiento de satélites.

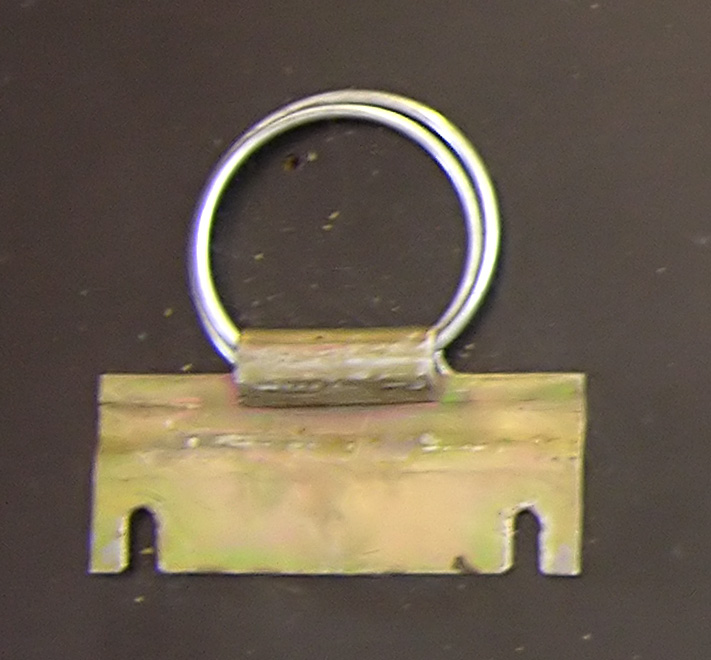
Última pieza que queda del Sputnik 1: llave metálica de armado que impedía el contacto entre las baterías y el transmisor antes del lanzamiento; expuesta en el Smithsonian Museo Nacional del Aire y del Espacio.

El 30 de enero de 1956 el Consejo de Ministros aprobó los trabajos prácticos de un satélite artificial en órbita terrestre. Este satélite, denominado Objeto D, estaba previsto que se completara en 1957-58; tendría una masa de 1000 a 1400 kg (2204,6 a 3086,5 lb) y llevaría 200 a 300 kg (440,9 a 661,4 lb) de instrumentos científicos. El primer lanzamiento de prueba del "Objeto D" estaba previsto para 1957. El trabajo en el satélite se iba a dividir entre las instituciones de la siguiente manera:
- La Academia de Ciencias de la URSS era responsable de la dirección científica general y del suministro de instrumentos de investigación
- El Ministerio de la Industria de Defensa y su oficina principal de diseño, OKB-1, se encargaron de la construcción del satélite
- El Ministerio de la Industria Radiotécnica desarrollaría el sistema de control, los instrumentos radiotécnicos y el sistema de telemetría.
- El Ministerio de la Industria Naval desarrollaría los dispositivos giroscópicos.
- El Ministerio de Construcción de Maquinaria desarrollaría los medios de lanzamiento, reabastecimiento y transporte en tierra.
- El Ministerio de Defensa se encargaría de realizar los lanzamientos.

Los trabajos preliminares de diseño se completaron en julio de 1956 y se definieron las tareas científicas que debía realizar el satélite. Entre ellas, medir la densidad de la atmósfera y su composición iónica, el viento solar, el campo magnético y los rayos cósmicos. Estos datos serían valiosos para la creación de futuros satélites artificiales; debía desarrollarse un sistema de estaciones terrestres para recoger los datos transmitidos por el satélite, observar su órbita y transmitirle órdenes. Debido a la limitación de tiempo, las observaciones se planificaron para sólo 7 a 10 días y no se esperaba que los cálculos de la órbita fueran extremadamente precisos.
A finales de 1956 quedó claro que la complejidad del ambicioso diseño significaba que el "Objeto D" no podría ser lanzado a tiempo debido a las dificultades para crear instrumentos científicos y al bajo impulso específico producido por los motores R-7 terminados (304 seg en lugar de los 309 a 310 seg previstos). En consecuencia, el gobierno reprogramó el lanzamiento para abril de 1958. El objeto D volaría posteriormente como Sputnik 3.
Temiendo que Estados Unidos lanzara un satélite antes que la URSS, el OKB-1 sugirió la creación y lanzamiento de un satélite en abril-mayo de 1957, antes de que comenzara la IGY en julio de 1957. El nuevo satélite sería sencillo, ligero (220,5 lb, y fácil de construir, renunciando al complejo y pesado equipamiento científico en favor de un simple transmisor de radio. El 15 de febrero de 1957, el Consejo de Ministros de la URSS aprobó este sencillo satélite, denominado "Objeto PS". Esta versión permitía el seguimiento visual del satélite por parte de observadores terrestres, y podía transmitir señales de seguimiento a estaciones receptoras terrestres. Se aprobó el lanzamiento de dos satélites, el PS-1 y el PS-2, con dos cohetes R-7 (8K71), siempre que el R-7 completara al menos dos vuelos de prueba con éxito.

### Preparación del vehículo de lanzamiento y selección del lugar de lanzamiento

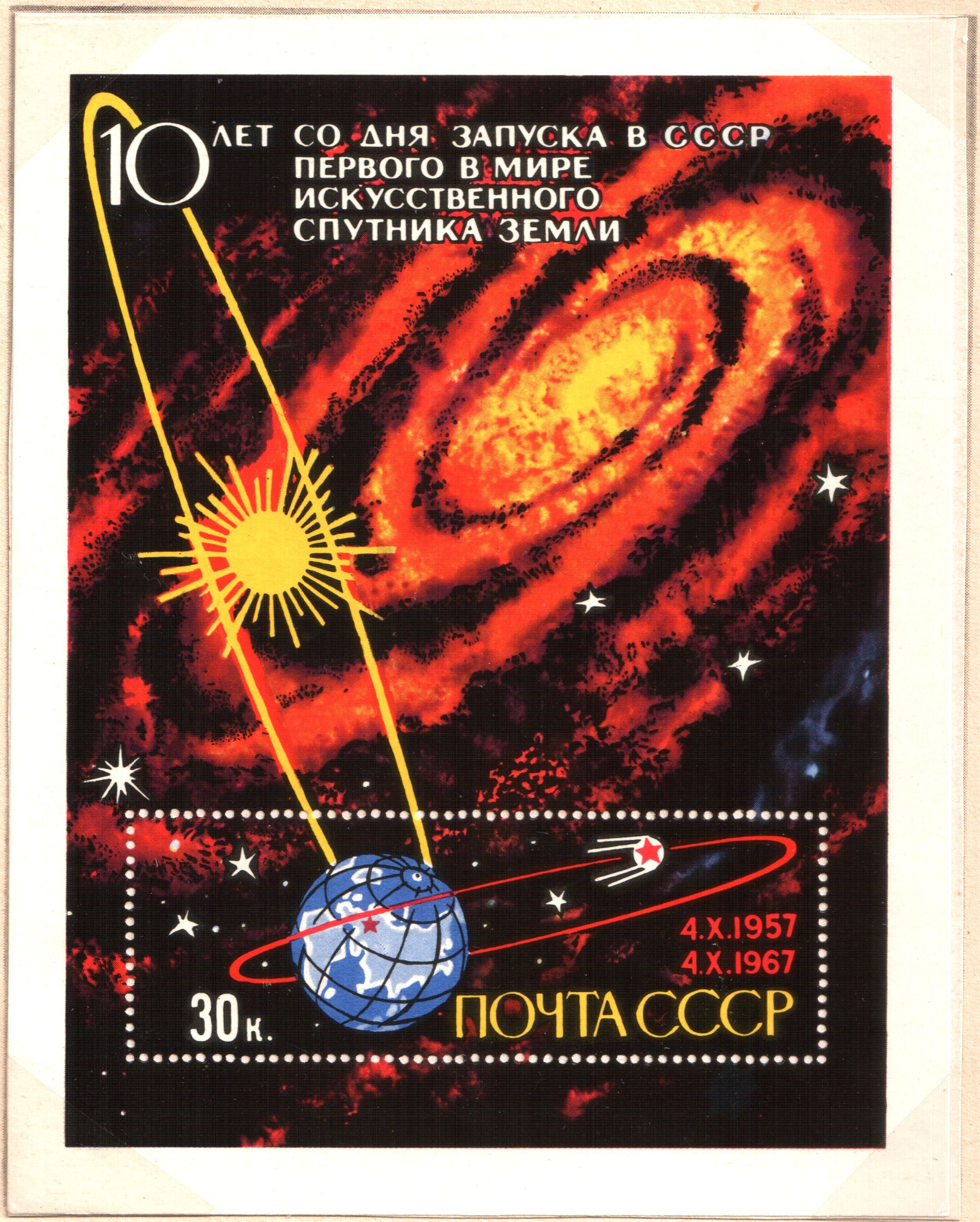
Sello postal de 30 kopek de la Unión Soviética representando el Sputnik 1 orbitando la Tierra, la Tierra orbitando el Sol y el Sol orbitando el centro de la Vía Láctea.

El cohete R-7 fue diseñado inicialmente como un misil balístico intercontinental (ICBM) por el OKB-1. La decisión de construirlo fue tomada por el Comité Central del Partido Comunista de la Unión Soviética y el Consejo de Ministros de la URSS el 20 de mayo de 1954. El cohete era el más potente del mundo; se diseñó con un exceso de empuje ya que no estaban seguros de lo pesada que sería la carga útil de la bomba de hidrógeno. El R-7 también era conocido por su designación GRAU (posteriormente GURVO, la abreviatura rusa de "Dirección Principal de las Fuerzas de Cohetes") 8K71. En aquella época, el R-7 era conocido por fuentes de la OTAN como T-3 o M-104, y Tipo A. Una comisión especial de reconocimiento seleccionó a Tyuratam para la construcción de un campo de pruebas de cohetes, el 5.º polígono de Tyuratam, habitualmente denominado "NIIP-5", o "GIK-5" en la época postsoviética. La selección fue aprobada el 12 de febrero de 1955 por el Consejo de Ministros de la URSS, pero el emplazamiento no se completaría hasta 1958. Los trabajos reales de construcción del polígono comenzaron el 20 de julio por parte de unidades de construcción militares. El 14 de junio de 1956, Korolev decidió adaptar el cohete R-7 al "Objeto D" (Sputnik 3), que posteriormente sería sustituido por el mucho más ligero 'Objeto PS' (Sputnik 1).
El primer lanzamiento de un cohete R-7 (8K71 n.º 5L) se produjo el 15 de mayo de 1957. Se inició un incendio en el Blok D strap-on casi inmediatamente en el despegue, pero el booster siguió volando hasta 98 segundos después del lanzamiento, cuando el strap-on se desprendió y el vehículo se estrelló a unos 400 km (248,5 mi) de distancia. El 10 y 11 de junio se realizaron tres intentos de lanzamiento del segundo cohete (8K71 No.6 ) se realizaron los días 10 y 11 de junio, pero un defecto de montaje impidió el lanzamiento. El lanzamiento fallido del tercer cohete R-7 (8K71 No.7 ) tuvo lugar el 12 de julio. Un cortocircuito eléctrico provocó que los motores verniers pusieran el misil en un balanceo incontrolado que provocó que todas las correas se separaran a los 33 segundos del lanzamiento. El R-7 se estrelló a unos 7 km (4,3 mi) de la plataforma.
El lanzamiento del cuarto cohete (8K71 n.º 8), el 21 de agosto a las 15:25 hora de Moscú, fue un éxito. El núcleo del cohete impulsó la ojiva ficticia hasta la altitud y velocidad deseadas, volvió a entrar en la atmósfera y se rompió a una altitud de 10 km (6,2 mi) después de viajar 6000 km (3728,2 mi). El 27 de agosto, la TASS emitió un comunicado sobre el exitoso lanzamiento de un ICBM multietapa de larga distancia. El lanzamiento del quinto cohete R-7 (8K71 n.º 9), el 7 de septiembre, también fue un éxito, pero el maniquí también se destruyó en la reentrada atmosférica, y, por tanto, necesitó un rediseño para cumplir completamente su propósito militar. El cohete, sin embargo, se consideró adecuado para el lanzamiento de satélites, y Korolev pudo convencer a la Comisión Estatal para que permitiera el uso del siguiente R-7 para lanzar el PS-1, permitiendo el retraso en la explotación militar del cohete para lanzar los satélites PS-1 y PS-2.
El 22 de septiembre, un cohete R-7 modificado, denominado Sputnik e indexado como 8K71PS, llegó al campo de pruebas y se iniciaron los preparativos para el lanzamiento del PS-1. En comparación con los vehículos de prueba militares R-7, la masa del 8K71PS se redujo de 280 t a 272 t, su longitud con el PS-1 fue de 29,167 metros (95' 8,30") y el empuje en el despegue fue de 3,9 MN (876 755,2 lbf).

### Complejo de observación
El PS-1 no fue diseñado para ser controlado; sólo podía ser observado. Los datos tos y se telegrafiarían a NII-4. Situado de nuevo en Moscú (en Bolshevo), el NII-4 era un brazo de investigación científica del Ministerio de Defensa que se dedicaba al desarrollo de misiles. Los seis observatorios estaban agrupados alrededor del lugar de lanzamiento, y el más cercano estaba situado a 1 km (0,6 mi) de la plataforma de lanzamiento.
Se estableció un segundo complejo de observación a nivel nacional para seguir el satélite tras su separación del cohete. Denominado Complejo de Mando-Medición, estaba formado por el centro de coordinación en NII-4 y siete estaciones distantes situadas a lo largo de la línea de la pista terrestre del satélite. Estas estaciones de seguimiento estaban situadas en Tyuratam, Sary-Shagan, Yeniseysk, Klyuchi, Yelizovo, Makat en la Guryev Oblast, y Ishkup en Krasnoyarsk Krai. Las estaciones estaban equipadas con radar, instrumentos ópticos y sistemas de comunicación. Los datos de las estaciones se transmitían por telégrafo a NII-4, donde los especialistas en balística calculaban los parámetros orbitales.
Los observatorios utilizaron un sistema de medición de trayectorias llamado "Tral", desarrollado por OKB MEI (Instituto de Energía de Moscú), mediante el cual recibían y controlaban los datos de los transpondedores montados en la etapa central del cohete R-7. Los datos fueron útiles incluso después de la separación del satélite de la segunda etapa del cohete; la ubicación del Sputnik se calculó a partir de los datos de la ubicación de la segunda etapa que siguió al Sputnik a una distancia conocida. El seguimiento del cohete durante el lanzamiento debía realizarse a través de medios puramente pasivos, como la cobertura visual y la detección por radar. Los lanzamientos de prueba del R-7 demostraron que las cámaras de seguimiento sólo eran buenas hasta una altitud de 200 km (124,3 mi), pero el radar podía seguirlo hasta casi 500 km (310,7 mi).
Fuera de la Unión Soviética, el satélite fue rastreado por operadores de radioaficionados de muchos países. El cohete propulsor fue localizado y rastreado por los británicos utilizando el Telescopio Lovell en el Observatorio de Jodrell Bank, el único telescopio del mundo capaz de hacerlo por radar. El Observatorio Newbrook de Canadá fue la primera instalación de América del Norte en fotografiar el Sputnik 1. Los datos fueron útiles incluso después de la separación del satélite de la segunda etapa del cohete; la ubicación del Sputnik se calculó a partir de los datos de la ubicación de la segunda etapa que siguió al Sputnik a una distancia conocida. El seguimiento del cohete durante el lanzamiento debía realizarse a través de medios puramente pasivos, como la cobertura visual y la detección por radar. Los lanzamientos de prueba del R-7 demostraron que las cámaras de seguimiento sólo eran buenas hasta una altitud de 200km, pero el radar podía seguirlo hasta casi 500 km.

## Características

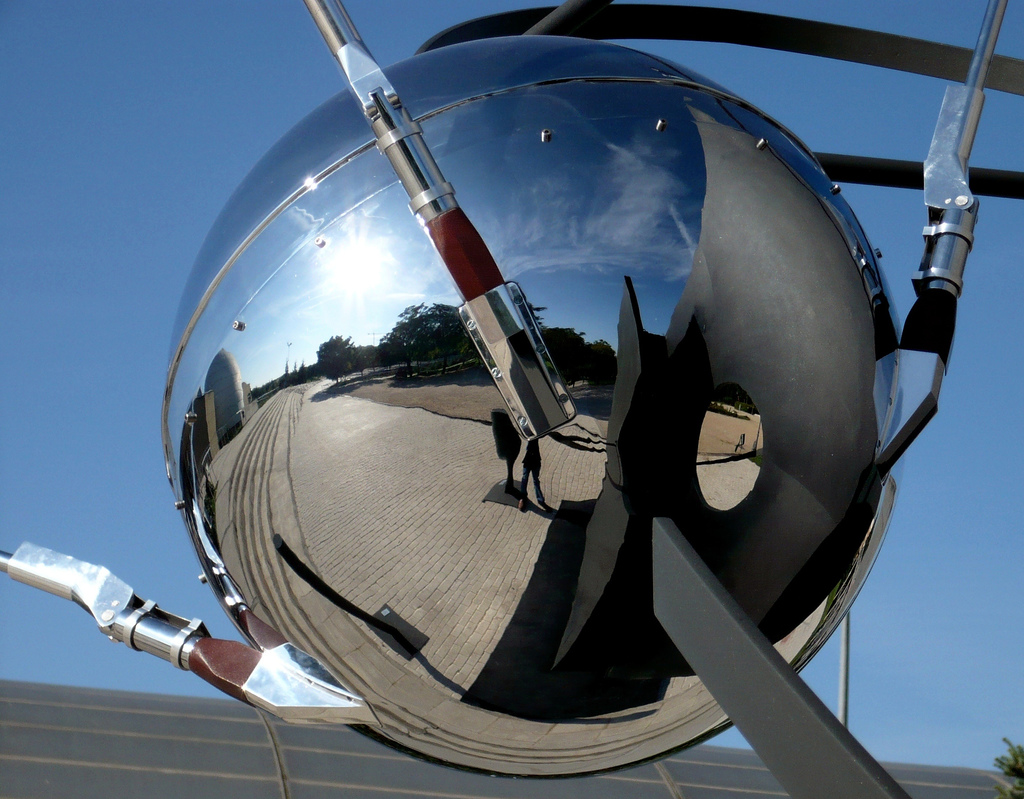
Reproducción del Sputnik 1 en el Planetario de Madrid (España).

El Sputnik 1 tenía una masa aproximada de 83 kg, contaba con dos transmisores de radio (20,007 y 40,002 MHz)  y  orbitó la Tierra a una distancia de entre 938 km en su apogeo y 214 km, en su perigeo. El análisis de las señales de radio se usó para obtener información sobre la concentración de los electrones en la ionosfera. La temperatura y la presión se codificaron en la duración de los pitidos de radio que emitía, indicando que el satélite no había sido perforado por un meteorito.
El satélite artificial Sputnik 1 era una esfera de aluminio de 58 cm de diámetro que llevaba cuatro largas y finas antenas de 2,4 a 2,9 m de longitud. Las antenas parecían largos bigotes señalando hacia un lado. La nave obtuvo información perteneciente a la densidad de las capas altas de la atmósfera y la propagación de ondas de radio en la ionosfera. Los instrumentos y fuentes de energía eléctrica estaban alojadas en una cápsula que también incluía transmisores de radio operando a 20,007 y 40,002 MHz. (alrededor de 15 y 7,5 m en longitud de onda), las emisiones se realizaron en grupos alternativos de 0,3 s de duración. El envío a tierra de la telemetría incluía datos de temperatura dentro y sobre la superficie de la esfera.
Debido a que la esfera estaba llena de nitrógeno a presión, el Sputnik 1 dispuso de la primera oportunidad de detectar meteoritos, aunque no detectó ninguno. Una pérdida de presión en su interior, debido a la penetración de la superficie exterior, se habría reflejado en los datos de temperatura.

## Historial de funcionamiento
El Sputnik 1 fue el primero de una serie de cuatro satélites que formaron parte del programa Sputnik de la antigua Unión Soviética y se planeó como una contribución al Año Geofísico Internacional, establecido por Organización de las Naciones Unidas. Lanzado desde el Cosmódromo de Baikonur en Kazajistán, antes parte de la Unión Soviética. El Sputnik 1 se lanzó en un cohete R-7 y se incineró durante su reentrada el 4 de enero de 1958. Tres de estos satélites (Sputnik 1, Sputnik 2 y Sputnik 3) alcanzaron la órbita terrestre.
Los transmisores funcionaron durante tres semanas, hasta que fallaron las baterías químicas a bordo, y fue monitorizado con gran interés a lo largo de todo el mundo. La órbita del entonces satélite inactivo fue observada más tarde ópticamente, hasta caer 92 días después de su lanzamiento (4 de enero de 1958), después de haber completado alrededor de 1440 órbitas a la Tierra, acumulando una distancia de viaje, de aproximadamente 70 millones de km. El apogeo de la órbita decayó de 947 km tras el lanzamiento hasta 600 km el 9 de diciembre.
El cohete auxiliar de lanzamiento del Sputnik 1 también alcanzó la órbita terrestre y fue visible de noche, desde la Tierra, como un objeto de primera magnitud, mientras que la pequeña pero pulida esfera, apenas era visible en sexta magnitud, por lo que era más difícil seguirla desde Tierra. Varias réplicas del satélite Sputnik 1 pueden verse en museos de Rusia; hay otra junto a la embajada de Rusia en Madrid en España y una más está expuesta en el Smithsonian "National Air and Space Museum" (Museo Nacional Smithsonian del Aire y del Espacio) en Washington D. C.

## Actualidad
En el 2003 una unidad de reserva del Sputnik 1, llamada "modelo PS-1" se vendió en eBay (sin la radio, que fue extraída durante los años 60 al ser clasificada como material militar). Había estado en exposición en un instituto de ciencias cerca de Kiev. Se estima que se construyeron de cuatro a veinte modelos con propósitos de prueba. Un modelo del Sputnik 1 se entregó como regalo a las Naciones Unidas y ahora decora el vestíbulo de entrada de sus oficinas centrales en Nueva York.
En el 2001 se publicó el libro Sputnik: The shock of the century, de Paul Dickson.